# Baumgarten (Warnow)
Baumgarten település Németországban, Mecklenburg-Elő-Pomeránia tartományban. Lakosainak száma 777 fő (2023. december 31.).

## Népesség
A település népességének változása:
| Lakosok száma | 776  | 770  | 815  | 791  | 777  |
|               | 2017 | 2019 | 2021 | 2022 | 2023 |